# Potaife
Potaife es una variedad cultivar de ciruelo (Prunus domestica), de las denominadas ciruelas europeas, una variedad de ciruela oriunda de la comunidad autónoma de Andalucía, en el municipio de Alcaudete, (provincia de Jaén). Fruta de tamaño muy variable desde pequeño a grande, con piel de color rojo amoratado, morado, castaño amoratado o verdoso, muy especial, fondo amarillo rojizo que pasa a rojo anaranjado claro y suele desaparecer totalmente, punteado menudo, muy abundante, y pulpa de color amarillo dorada o verdosa, transparente, textura firme, jugosa, y sabor dulce, refrescante, bueno.

## Historia
'Potaife' variedad de ciruela local cuyos orígenes se sitúan en la zona de la comarca de la Sierra Sur, comunidad autónoma de  la Andalucía, en el municipio de Alcaudete (provincia de Jaén).
'Potaife' está cultivada en el banco de germoplasma de cultivos vivos de la Estación experimental Aula Dei de Zaragoza. Está considerada incluida en las variedades locales autóctonas muy antiguas, cuyo cultivo se centraba en comarcas muy definidas, que se caracterizan por su buena adaptación a sus ecosistemas, y podrían tener interés genético en virtud de su características organolepticas y resistencia a enfermedades, con vista a mejorar a otras variedades.

## Características
'Potaife' árbol de porte extenso, vigoroso, erguido, muy fértil y resistente. Las flores deben aclararse mucho para que los frutos alcancen un calibre más grueso. Tiene un tiempo de floración que comienza a partir del 16 de abril con el 10% de floración, para el 20 de abril tiene una floración completa (80%), y para el 29 de abril tiene un 90% de caída de pétalos.
'Potaife' tiene una talla de tamaño muy variable desde pequeño a grande, de forma elíptica alargada, ventruda, con depresión en la parte superior ventral, generalmente lados desiguales, algunos frutos deprimidos en las caras laterales hacia la zona pistilar, presentando sutura línea morada, visible por ser generalmente más oscura que el resto del fruto, completamente superficial excepto junto a cavidad peduncular o en depresión ligera en toda su extensión;epidermis muy recubierta de pruina azulada violácea, su piel es de color rojo amoratado, morado, castaño amoratado o verdoso, muy especial, fondo amarillo rojizo que pasa a rojo anaranjado claro y suele desaparecer
totalmente, punteado menudo, muy abundante, solo perceptible en frutos o zonas poco coloreadas, donde es aureolado de rojo o morado; Pedúnculo de longitud media, o largo, fuerte, muy pubescente, insertado en una cavidad peduncular muy estrecha, poco profunda, ligeramente rebajada en la sutura y algo levantada en el lado opuesto; pulpa amarillo dorada o verdosa, transparente, textura firme, jugosa, y sabor dulce, refrescante, bueno.
Hueso adherente, tamaño muy variable, de acuerdo con la gran diferencia de los frutos, elíptico alargado, muy aplastado, asimétrico, surcos muy marcados, aunque los laterales suelen ser discontinuos, caras laterales suavemente esculpidas.
Su tiempo de recogida de cosecha se inicia en su maduración durante la primera decena del mes de agosto.

## Usos
Las ciruelas 'Potaife' se comen crudas de fruta fresca en mesa, y también se transforma en mermeladas, almíbar de frutas o compotas para su mejor aprovechamiento.

## Cultivo
Autofértil, es una muy buena variedad polinizadora de todos los demás ciruelos.